# Ernest Simons
Pour les articles homonymes, voir Simons.
Ernest Simons [ɛʁ.nɛst si.mɔns], né le 17 janvier 1835 à Diekirch (Belgique de facto ; Royaume uni des Pays-Bas de jure) et mort le 11 avril 1873 à Metz (Empire allemand), est un avocat et homme politique luxembourgeois.

## Biographie

### Famille et formation
Originaire de Diekirch, Ernest-Charles-Damien Simons est le fils aîné du futur ministre d'État Charles-Mathias Simons. Il épouse Émilie Gillard en 1862. Elle meurt le 4 septembre 1903 à la suite d'une maladie des glandes. De leur union, ils eurent trois enfants : Pauline Simons (1863-?) mariée en 1887 à Ernest Servais, Nelly Simons (1866-1952) qui épouse Camille Velter (1859-1916) et Pierre Simons (1869-1890).
Après avoir fait des études à l'Athénée de Luxembourg depuis l'âge de dix ans, il poursuit sa formation en suivant des cours de droit à Heidelberg et à Paris avant de s'inscrire au barreau de Luxembourg le 22 novembre 1855.

### Carrière professionnelle
Ernest Simons est l'avocat de Mgr Nicolas Adames (lb) dans le procès que Jules Metz intente en 1862 au vicaire apostolique pour avoir lancé contre lui un mandement le frappant comme rédacteur responsable et propriétaire du Courrier. Pour témoigner sa reconnaissance à son défenseur, il baptise lui-même sa fille, Pauline, en 1863.
Après avoir présenté sa démission du gouvernement le 3 décembre 1866, il rentre au barreau et fonda le quotidien « Das Land, Politische, literarische und industrielle für das Großherzogtum Luxemburg » qui s'oppose ouvertement au gouvernement mais ne survit que deux ans.
En 1872, il abandonne toutes ses charges à Luxembourg pour prendre la direction de la succursale de la Banque internationale à Metz.

### Parcours politique
Lors des élections législatives du 30 juillet 1860, il est élu à l'Assemblée des États par les électeurs du canton de Remich. Il siège au parlement jusqu'à sa nomination dans le gouvernement. À la suite des législatives de 1869, il fait son entrée au sein de la Chambre des députés, cette fois-ci comme représentant du canton de Luxembourg-Campagne.
Le 31 mars 1864, il est nommé dans le gouvernement dirigé par le baron Victor de Tornaco où on lui attribue respectivement les départements de l'Intérieur et des Travaux Publics puis celui des Finances du 26 janvier au 3 décembre 1866.

### Mort
Ernest Simons meurt le 11 avril 1873, foudroyé par une apoplexie, alors qu'il fait de l'équitation dans un manège de Metz.

## Décorations
- Commandeur de l'ordre de la Couronne de chêne (Luxembourg)
- Commandeur de l'ordre de Léopold (Belgique)
- Officier de la Légion d'honneur (France)